# فرانس أديلار
فرانس أديلار (بالهولندية: Frans Adelaar)‏ (5 ديسمبر 1960 بأوترخت في هولندا - ) هو مدرب كرة قدم ولاعب كرة قدم هولندي في مركز الوسط. لعب مع نادي أوترخت وHVV Hollandia ‏ وVV DOVO ‏.

## وصلات خارجية
- فرانس أديلار على موقع قاعدة بيانات كرة القدم.إي يو (الإنجليزية)
- فرانس أديلار على موقع عالم كرة القدم.نت (الإنجليزية)